# Mijkolodeajne, Dobrovelîcikivka
Mijkolodeajne (în ucraineană Міжколодяжне) este un sat în comuna Hlîneane din raionul Dobrovelîcikivka, regiunea Kirovohrad, Ucraina.

## Demografie
Componența lingvistică a localității Mijkolodeajne
     Ucraineană (84,21%)
     Română (11,58%)
     Rusă (4,21%)
Conform recensământului din 2001, majoritatea populației localității Mijkolodeajne era vorbitoare de ucraineană (84,21%), existând în minoritate și vorbitori de română (11,58%) și rusă (4,21%).

## Vezi și
- Românii de la est de Nistru